# Juin 1951

## Évènements
- 1er juin : BEA commence ses services de transport en hélicoptère entre Londres et Birmingham.

- 2 juin : premier vol de l'Auster J/5F Aiglet Trainer

- 8 juin : premier vol du North American F-86D, piloté par l’Américain G.S. Welch.

- 11 juin : un Douglas D558-II Skyrocket, piloté par l’Américain W. Bridgeman, atteint la vitesse de 1 992 km/h et une altitude de 21 336 m, records non officiels.

- 12 juin : premier vol du Max Holste 152, piloté par le Français Henry.

- 16 juin : premier vol du Fouga CM 88 R Gémeaux II.

- 17 juin :
  - France : élections législatives fortement marquée par la loi sur les apparentements. Le PCF (communistes) arrive en tête (25,9 %) suivi par le RPF (gaullistes) (20,4 %).
    - Le système des apparentements évite que les communistes et les gaullistes ne submergent l’assemblée et donne une représentation parlementaire de force voisine aux six représentations politiques (106 socialistes, 88 MRP, 99 radicaux et assimilés, 99 modérés, 101 communistes et 117 RPF). La majorité de droite formée sur la question scolaire (MRP, RPF et modérés) n’est pas totalement cohérente.

  - Troisième grand prix de F1 de la saison 1951 en Belgique, remporté par Giuseppe Farina sur Alfa Romeo.

- 18 juin : 
  - un accord de défense mutuelle est signé entre les États-Unis et l'Arabie saoudite, autorisant les américains à armer, équiper et entraîner les forces de défense saoudiennes[1].
  - Le dirigeable américain ZPN-1 (appelé plus tard ZPG-1) effectue son vol inaugural.

- 20 juin
  - Premier lancement de l’avion non piloté Martin B-61 Matador.
  - Premier vol de l'appareil expérimental à géométrie variable Bell X-5.

- 21 juin : premier vol du Handley Page HP.88.

- 23 juin : 
  - érection du Diocèse de Saint-Jérôme avec Émilien Frenette comme évêque et du Diocèse de Sainte-Anne-de-la-Pocatière avec Bruno Desrochers comme évêque au Québec.
  - Départ de la dix-neuvième édition des 24 Heures du Mans.
  - La Soviétique M. Pylaeva, sur planeur A.9, établit un record féminin de distance avec but fixé et retour au point de départ de 226,290 km.

- 24 juin : 
  - victoire de Peter Walker et Peter Whitehead aux 24 Heures du Mans sur une Jaguar.
  - Le Soviétique A. Mednikov, sur planeur A.9, établit un record de vitesse sur parcours triangulaire de 100 km de 77,144 km/h.

- 28 juin : à Madrid (Espagne), alternative de Antonio Ordóñez, matador espagnol.

- 30 juin : les États-Unis achèvent leur programme d’expérimentation des V2. 67 fusées de ce type ont été lancées depuis le 16 avril 1946.

## Naissances
- 1er juin : 
  - Olivier Dassault, Homme politique, homme d'affaires milliardaire français († 7 mars 2021).
  - Frank Morzuch, artiste plasticien franco-canadien.
- 2 juin : Larry Robinson, joueur de hockey sur glace.
- 3 juin : Jill Biden, enseignante américaine, ancienne Seconde dame des États-Unis de 2009 à 2017 et premières dames des États-Unis d'Amérique depuis 2021.
- 5 juin : Mariétta Yannákou, femme politique grecque († 27 février 2022).
- 7 juin : Ralph Palmer, pair et homme politique britannique.
- 8 juin : Bonnie Tyler, chanteuse britannique.
- 13 juin : 
  - Richard Thomas, acteur producteur et réalisateur américain.
  - Mike Jones, catcheur américain († 28 février 2024).
- 18 juin : Jean-Marc Roubaud, homme politique français.
- 19 juin : 
  - Thierry Girard, photographe français.
  - Bill Blaikie, homme politique.
- 24 juin : Myint Swe, homme d'État birman président de la Birmanie depuis 2021.
- 27 juin :
  - Sidney M. Gutierrez, astronaute américain.
  - Mary McAleese, femme politique Irlandaise, présidente de la république d'Irlande.
- 28 juin : 
  - Walter Alva, anthropologue et archéologue péruvien.
  - Virgil Mihaiu, écrivain roumain.
  - Peggy Nash, femme politique canadienne.
- 29 juin : Don Rosa, est un auteur de comics.
- 30 juin : Stephen S. Oswald, astronaute américain.

## Décès
- 18 juin : Henri Baels, homme politique belge (° 18 janvier 1878).
- 27 juin : Edmond-Marie Poullain,peintre français.